# Oostermoerse Vaart (waterschap)
Oostermoerse Vaart (tot 1957 Oostermoersche Vaart) is een voormalig waterschap in het oosten van de Nederlandse provincie Drenthe.  Het doel van het waterschap was het verbeteren en onderhouden van de Oostermoerse Vaart.
Het waterschap was het resultaat van een fusie van de schappen Annen, Eext, Eexterveenschedallen-Eext, Gasselte, Gieten-Bonnen, de Knijpe, Nieuw-Bonner- en Gieterveen en Spijkerboor. In 1957 werd het waterschap opgeheven en werd het waterschap Oostermoerse Vaart opgericht. Hierbij werd onder andere de waterschappen Zuidlaren, De Groeve en de Zuider Esch toegevoegd. Naderhand werd Oostermoerse Vaart nog uitgebreid met enkele andere waterschappen.
In 1994 ging Oostermoerse Vaart, samen met andere waterschappen op in Hunze en Aa. De tegenwoordige beheerder van het gebied is Hunze en Aa's.